# 徐家渡镇
徐家渡镇，是中华人民共和国江西省宜春市上高县下辖的一个乡镇级行政单位。

## 行政区划
徐家渡镇下辖以下地区：
徐家渡集镇社区、火溪村、燮田村、塘下村、蛇尾村、石源村、万坑村、山背村、王陂村、东边村、麻塘村、洲江村、秀美村、路口村、泉港村、寨里村、坎头村、白土村、村泉村、下兰村和九峰林场生活区。